# Dendrologie
Dendrologie es un libro con ilustraciones y descripciones botánicas que fue escrito por el botánico y pteridólogo alemán Karl Heinrich Emil Koch. Fue publicado en dos volúmenes con tres partes en los años 1869 a 1873, con el nombre de Dendrologie. Bäume, Sträucher und Halbsträucher, welche in Mittel- und Nord-Europa im Freien kultivirt werden. Kritisch beleuchtet von Karl Koch. Erlangen.